# Gustaf Barthelson
Clemens Gustaf Barthelson i riksdagen kallad Barthelson i Halnatorp, född 8 februari 1854 i Frötuna församling, Stockholms län, död 25 februari 1934 i Halna församling, Skaraborgs län,, var en svensk överjägmästare och riksdagsman (högern). Han var svärson till bruksägaren och riksdagsmannen Wilhelm Wallin, sonson till borgmästaren och riksdagsmannen Karl Gustaf Barthelson och sonsonson till häradsdomaren och riksdagsmannen Johan Barthelson.
Gustaf Barthelson examinerades från Skogsinstitutet 1877 och var därefter jägmästare i bland annat Enköpings och Vadsbo revir, varpå han var överjägmästare för västra distriktet 1904–1909. Han hade även styrelseuppdrag för bland annat Skogshögskolan och Svenska skogsvårdsföreningen.
Han var ledamot av riksdagens första kammare 1908–1921 för Skaraborgs läns valkrets. I riksdagen tillhörde han första kammarens protektionistiska parti 1908–1909, förenade högerpartiet 1910–1911 och första kammarens nationella parti 1912–1921. Han var bland annat ledamot i jordbruksutskottet vid de lagtima riksdagarna 1910–1921.